# Shantungosaurus
Shantungosaurus („Ještěr ze Šantungu“) byl jedním z největších hadrosauridních dinosaurů. Žil v období pozdní křídy na území dnešní Číny (provincie Šan-tung, geologická skupina Wangshi Group, souvrství Sin-ke-čuang). Na hlavě neměl žádné výrazné výrůstky, patří tedy mezi „ploskolebé“ hadrosaury (kachnozobé dinosaury ze skupiny saurolofinů).

## Rozměry
Shantungosaurus byl jedním z největších hadrosauridů, a tím i ptakopánvých dinosaurů vůbec. Největší vystavená kostra (v Čínském geologickém institutu v Pekingu) měří na délku 14,72 metru a hmotnost jejího majitele zaživa zřejmě výrazně přesáhla 10 tun. Lebka měří na délku 163 cm. Největší jedinci pak přesáhli délku 16 metrů a hmotnost 17 až 17,4 tuny. Podle Gregoryho S. Paula dosahoval tento druh délky kolem 15 metrů a hmotnosti 13 000 kg. Zhuchengosaurus maximus (popsaný v roce 2007), dosahující délky až 16,6 metru, byl v roce 2011 zařazen právě do tohoto rodu. Je prakticky jisté, že se jedná o jednoho z největších ptakopánvých dinosaurů vůbec.

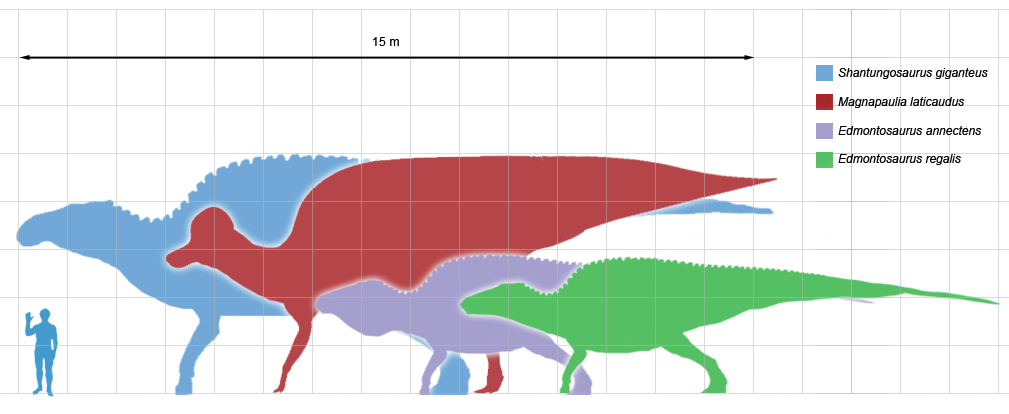
Velikostní srovnání největších hadrosauridů

## Objev
Tento rod byl objeven již roku 1964 a formálně popsán o devět let později, dnes je známo celkem 5 nekompletních koster. Podle všech znaků je nejbližším příbuzným šantungosaura severoamerický rod Edmontosaurus. Gigantický exemplář, objevený roku 2008 ve východočínském Šan-tungu a popsaný jako Huaxiaosaurus aigahtens, je ve skutečnosti nejspíš jen odrostlým jedincem šantungosaura.

## Zařazení
Šantungosaurus patřil mezi hadrosauridy, a to do podčeledi Saurolophinae (či Hadrosaurinae). Zároveň byl zástupcem tribu Edmontosaurini, skupiny vývojově vyspělých hadrosauridů z pozdní svrchní křídy severní polokoule.

### Česká literatura
- SOCHA, Vladimír (2021). Dinosauři – rekordy a zajímavosti. Nakladatelství Kazda, str. 61-62.